# 法國國鐵BB 15000型電力機車
BB 15000型电力机车是法国阿尔斯通公司为法国国家铁路公司设计制造的一种干线电力机车，适用于供电制式为25千伏工频单相交流电的电气化铁路，在1971年至1978年共制造了65台。
BB 15000型机车为交—直流电传动的客、货通用电力机车，采用桥式整流电路、晶闸管相控调压，沿用法国相控电力机车传统的一段全控桥加一段半控桥架构，并采用单电机转向架，装有再生制动、电阻制动、空气制动、电控空气制动等多套制动系统。自投入使用以来，BB 15000型机车一向以其高稳定性和可靠性而著称，大修周期达到300万公里，平均机破率仅为每百万公里2件。